# Stockholms läns idiotanstalt

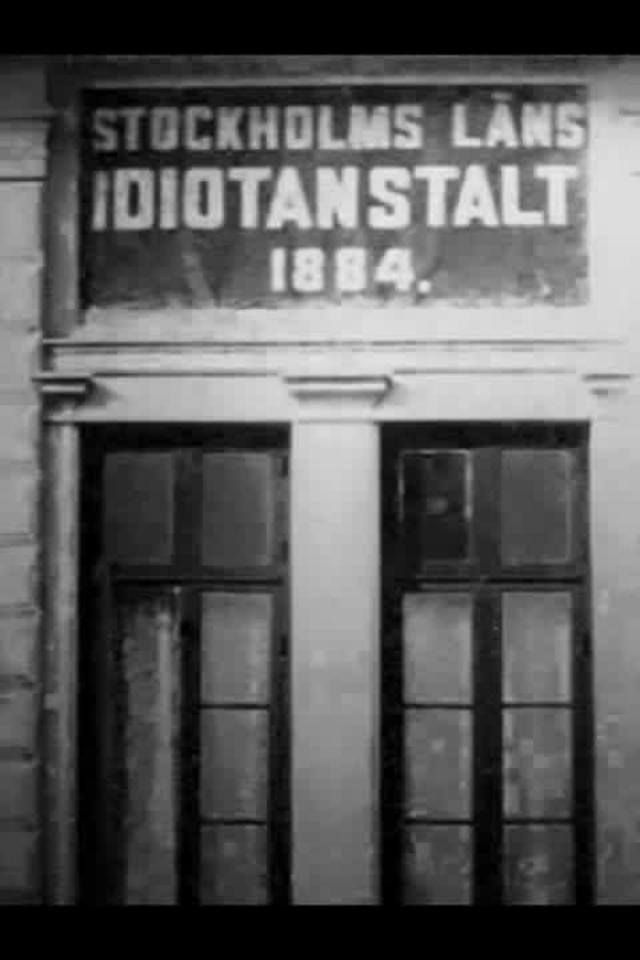
Stockholms läns idiotanstalt.

Stockholms läns idiotanstalt, från 1911 Stockholms läns sinneslöanstalt, 1942–1955 Skol- och arbetshemmet, var en vårdinrättning och skola för utvecklingsstörda i nuvarande Upplands Väsby. 1882 beslöt landstinget i Stockholms län att en idiotanstalt med huvudbyggnad av sten skulle uppföras på "den landstingets egendom, varå Löwenströmska lasarettet är beläget". Anstalten togs i bruk den 1 november 1884. I ett reglemente för anstalten står att man skulle ta emot ”sådana idiotiska eller sinnesslöa barn, som ehuru de ej kunna draga något egentligt gagn av de allmänna skolorna, dock äro i någon mån mottagliga för bildning och undervisning”.
Det fanns ursprungligen planer på att inrätta en gemensam institution i samarbete mellan Stockholms län, Uppsala län och Västmanlands län, men Västmanland ställde sig tidigt utanför detta samarbete. År 1880 utsågs två representanter vardera för landstingen i Uppsala län och Stockholms län, som föreslog att de båda länen skulle inrätta en gemensam idiotanstalt vid Fyrisån, strax norr om Uppsala. Stockholms läns landsting beslöt dock att inte fullfölja de planerna, och inledde istället en planering för att förlägga institutionen till ett område vid Löwenströmska sjukhuset. Länets landskommuner och städer bidrog, tillsammans med vissa privatpersoner, till finansieringen med sammanlagt drygt 10 000 kronor. Den planerade kostnaden var ungefär den dubbla, 20 771 kronor, men överskreds under byggtiden, bland annat på grund av kostnaderna för vattenledning och inventarier.
Anstalten tog inledningsvis emot tolv elever, men antalet ökade successivt. År 1885 utökades antalet elever till högst 22, vilket några år senare ökade till mellan 26 och 30. År 1897 delades anstalten, så elva elever förflyttades till ett arbetshem och andra elever till en avdelning för skolundervisning med sammanlagt 23 elever. Runt sekelskiftet tog idiotanstalten även emot barn från andra län.